# Tamás Decsi
Tamás Decsi (Kazincbarcika, 15 de octubre de 1982) es un deportista húngaro que compite en esgrima, especialista en la modalidad de sable.
Participó en tres Juegos Olímpicos de Verano, entre los años 2008 y 2020, obteniendo una medalla de bronce en Tokio 2020, en la prueba por equipos (junto con Csanád Gémesi, András Szatmári y Áron Szilágyi), y el séptimo lugar en Pekín 2008, en la misma prueba.
Ganó diez medallas en el Campeonato Mundial de Esgrima entre los años 2007 y 2023, y ocho medallas en el Campeonato Europeo de Esgrima entre los años 2002 y 2024.

## Palmarés internacional
| Juegos Olímpicos   | Juegos Olímpicos        | Juegos Olímpicos  | Juegos Olímpicos  |
| Año                | Lugar                   | Medalla           | Prueba            |
| ------------------ | ----------------------- | ----------------- | ----------------- |
| 2020               | Tokio (Japón)           | Medalla de bronce | Sable por equipos |
| Campeonato Mundial |                         |                   |                   |
| Año                | Lugar                   | Medalla           | Prueba            |
| 2007               | San Petersburgo (Rusia) | Medalla de oro    | Sable por equipos |
| 2009               | Antalya (Turquía)       | Medalla de bronce | Sable individual  |
| 2009               | Antalya (Turquía)       | Medalla de bronce | Sable por equipos |
| 2014               | Kazán (Rusia)           | Medalla de bronce | Sable por equipos |
| 2016               | Río de Janeiro (Brasil) | Medalla de plata  | Sable por equipos |
| 2017               | Leipzig (Alemania)      | Medalla de plata  | Sable por equipos |
| 2018               | Wuxi (China)            | Medalla de bronce | Sable por equipos |
| 2019               | Budapest (Hungría)      | Medalla de plata  | Sable por equipos |
| 2022               | El Cairo (Egipto)       | Medalla de plata  | Sable por equipos |
| 2023               | Milán (Italia)          | Medalla de oro    | Sable por equipos |
| Campeonato Europeo |                         |                   |                   |
| Año                | Lugar                   | Medalla           | Prueba            |
| 2002               | Moscú (Rusia)           | Medalla de bronce | Sable por equipos |
| 2006               | Esmirna (Turquía)       | Medalla de plata  | Sable por equipos |
| 2015               | Montreux (Suiza)        | Medalla de bronce | Sable por equipos |
| 2017               | Tiflis (Georgia)        | Medalla de bronce | Sable por equipos |
| 2018               | Novi Sad (Serbia)       | Medalla de oro    | Sable por equipos |
| 2019               | Düsseldorf (Alemania)   | Medalla de plata  | Sable por equipos |
| 2022               | Antalya (Turquía)       | Medalla de oro    | Sable por equipos |
| 2024               | Basilea (Suiza)         | Medalla de oro    | Sable por equipos |